# Nathalie du Roscoät
Nathalie du Roscoät ist eine französische Kostümbildnerin.

## Leben
Nathalie du Roscoät ist seit Anfang der 1990er Jahre als Kostümbildnerin beim französischen Film tätig. Zunächst arbeitete sie unter anderem für Elisabeth Tavernier als Assistentin. Hatte sie bereits 1993 eigenständig die Verantwortung für das Kostümbild eines Films getragen, wurden ihr ab 1998 auch größere Produktionen wie Place Vendôme mit Catherine Deneuve in der Hauptrolle anvertraut. Für ebendiesen Film von Nicole Garcia erhielt sie zusammen mit Elisabeth Tavernier ihre erste Nominierung für den César in der Kategorie Beste Kostüme. Es folgte Tonie Marshalls César-prämierter Film Schöne Venus (1999) mit Nathalie Baye und Audrey Tautou.
Ein Jahr später fertigte sie die Kostüme für die Proust-Verfilmung Die Gefangene der belgischen Filmemacherin Chantal Akerman. Diese kam später für ihren Film Morgen ziehen wir um aus dem Jahr 2004 auf du Roscoät zurück. Noch im selben Jahr kam du Roscoät auch bei dem Actionfilm 36 tödliche Rivalen mit Daniel Auteuil und Gérard Depardieu zum Einsatz. Vor allem für weibliche Filmemacher tätig, arbeitete sie nach Place Vendôme weitere Male unter der Regie von Nicole Garcia, so auch 2010 für den Mysteryfilm Das Mädchen von gegenüber mit Jean Dujardin und Claudia Cardinale. Beim französischen Fernsehen entwarf du Roscoät die Kostüme unter anderem für sieben Folgen der in Le Havre spielenden Krimiserie Deux flics sur les docks (2011–2016) sowie für eine Folge der Krimireihe Agatha Christie: Mörderische Spiele (2013).

## Filmografie (Auswahl)
- 1993: Abracadabra
- 1993: Wer kriegt denn hier ein Baby? (Grossesse nerveuse) (TV-Film)
- 1998: Place Vendôme
- 1999: Schöne Venus (Vénus Beauté (Institut))
- 1999: Le derrière
- 2000: Die Gefangene (La captive)
- 2000: Alles bestens (wir verschwinden) (Tout va bien, on s’en va)
- 2001: The Château
- 2002: L’adversaire
- 2003: Pakt des Schweigens – Ein blutiges Geheimnis (Le pacte du silence)
- 2003: Adieu
- 2004: Morgen ziehen wir um (Demain on déménage)
- 2004: Au secours, j’ai trente ans!
- 2004: 36 tödliche Rivalen (36 Quai des Orfèvres)
- 2006: Selon Charlie
- 2006: Privatbesitz (Nue propriété)
- 2008: Bonjour Sagan (Sagan)
- 2010: Die anonymen Romantiker (Les émotifs anonymes)
- 2010: Das Mädchen von gegenüber (Un balcon sur la mer)
- 2011–2016: Deux flics sur les docks (TV-Serie, sieben Folgen)
- 2012: Cornouaille
- 2013: 11.6 – The French Job (11.6)
- 2013: Agatha Christie: Mörderische Spiele – Blausäure (Les Petits Meurtres d’Agatha Christie: Meurtre au Champagne) (TV-Reihe, eine Folge)
- 2015: Les blessures de l’île (TV-Film)
- 2015: Familie zu vermieten (Une famille à louer)
- 2017: Altitudes (TV-Film)
- 2018: Raoul Taburin

## Auszeichnungen
- 1999: Nominierung für den César in der Kategorie Beste Kostüme zusammen mit Elisabeth Tavernier für Place Vendôme
- 2009: Nominierung für den César in der Kategorie Beste Kostüme für Bonjour Sagan